# Freundschaft! Die Freie Deutsche Jugend
Freundschaft! Die Freie Deutsche Jugend ist der Titel eines Dokumentarfilms von Lutz Hachmeister und Mathias von der Heide über die Geschichte der Freie Deutsche Jugend (FDJ), der 2009 mit dem Deutschen Fernsehpreis ausgezeichnet wurde.

## Inhalt
Die Institution der „Freien Deutschen Jugend“ prägte die Gesellschaft der Deutschen Demokratischen Republik in besonderer Weise. Ein Beitritt konnte so einerseits einen positiven Einfluss auf das eigene Leben und die geplante Karriere haben wie es sich andererseits negativ auswirken konnte, wenn man dort nicht Mitglied war. Die Dokumentation versucht das gesamte Spektrum dieser Institution wertfrei zu beleuchten und darzustellen.
Wer eine politische Karriere anstrebte, für den war es gewissermaßen Pflicht der FDJ beizutreten. Aufmärsche und Fahnenappelle gehörten ebenso zum Alltag der FDJ wie kollektive sportliche oder musikalische Veranstaltungen und Auslandsreisen. Die Filmemacher widmen sich zudem der unbekannten Geschichte der 1951 verbotenen „West-FDJ“.
Die Dokumentation beleuchtet die Geschichte des Verbandes von seiner Entstehung in den 1930er Jahren bis zum Zeitpunkt der Deutschen Wiedervereinigung 1989. Ehemalige Mitglieder schildern als Zeitzeugen ihre eigenen Erfahrungen und Erlebnissen während ihrer Mitgliedschaft in der FDJ. Des Weiteren werden Filmausschnitte aus dem Archiv der DEFA eingebunden. Die Zeit des Kalten Krieges wird ebenso beleuchtet, wie die Geschichte der FDJ-Jugendhochschule „Wilhelm Pieck“.

## Kritiken
„Der Dokumentarfilm beleuchtet die Gesamtgeschichte der DDR-Jugendorganisation Freie Deutsche Jugend (FDJ, „Blauhemden“), einer der Jugend-Kaderschmieden der DDR, deren Mitgliedschaft man sich kaum entziehen konnte. Ehemalige FDJ-Mitglieder, spätere SED-Funktionäre und heutige Bundestagsabgeordnete, geben Auskunft über ihre Erlebnisse; in einer Kombination aus Archivmaterial und Ausschnitten aus DEFA-Filmen ergibt sich eine informative Gesamtschau, in der auch die West-FDJ Erwähnung findet, die 1951 verboten wurde.“

„Aus den vielen Stimmen entsteht ein Bild voller Widersprüche: hier der Duft der weiten Welt, dort der Muff des sozialistischen Alltags, hier die Utopie einer freien Jugend, da die Realität der rigiden Kaderschmiede. Neben der Geschichte der FDJ wird unweigerlich auch die der DDR verhandelt. Und weil sich die Regisseure westdeutsche Arroganz und Selbstgerechtigkeit verkneifen, geben sie den Beteiligten 20 Jahre nach dem Mauerfall auch die Möglichkeit, offener, bisweilen auch selbstkritisch und vor allem ohne Rechtfertigungsdruck über das Leben im deutschen Realsozialismus zu sprechen.“

## Auszeichnungen
- 2009: Deutscher Fernsehpreis: Beste Dokumentation.[1]